# Sophie Charlotte
Sophie Charlotte (Hamburg, Duitsland, 29 april 1989) is een Duits-Braziliaans theater- en filmactrice. Ze werd bekend bij het grote publiek door haar rol van Angelina in het vijftiende seizoen van de soapserie Malhação. Naast acteren is ze ook professioneel danseres in zowel klassiek ballet, jazzballet en tapdansen.

## Werk

### Televisie
- 2004 - Malhação - Figurante
- 2005 - Malhação - Azaléia
- 2006 - Sítio do Picapau Amarelo - Cinderela
- 2006 - Páginas da Vida - Joyce
- 2008 - Malhação - Angelina Maciel
- 2009 - Caras & Bocas - Vanessa Barros Ferreira (Vanessinha)
- 2010 - Ti Ti Ti - Stephanie Oliveira
- 2011 - Fina Estampa - Maria Amália da Silva Pereira
- 2012 - As Brasileiras - Esplendor
- 2013 - Sangue Bom - Amora Campana

### Theater
- 2008 - O Apocalipse
- 2009 - Confissões de Adolescente